# 绥戎郡
绥戎郡，中国南北朝时设置的郡。
西魏时升白水县置，治所在今甘肃省陇南市武都区北。辖境相当今甘肃省陇南市武都区一带。北周时降为建威县。